# مقل

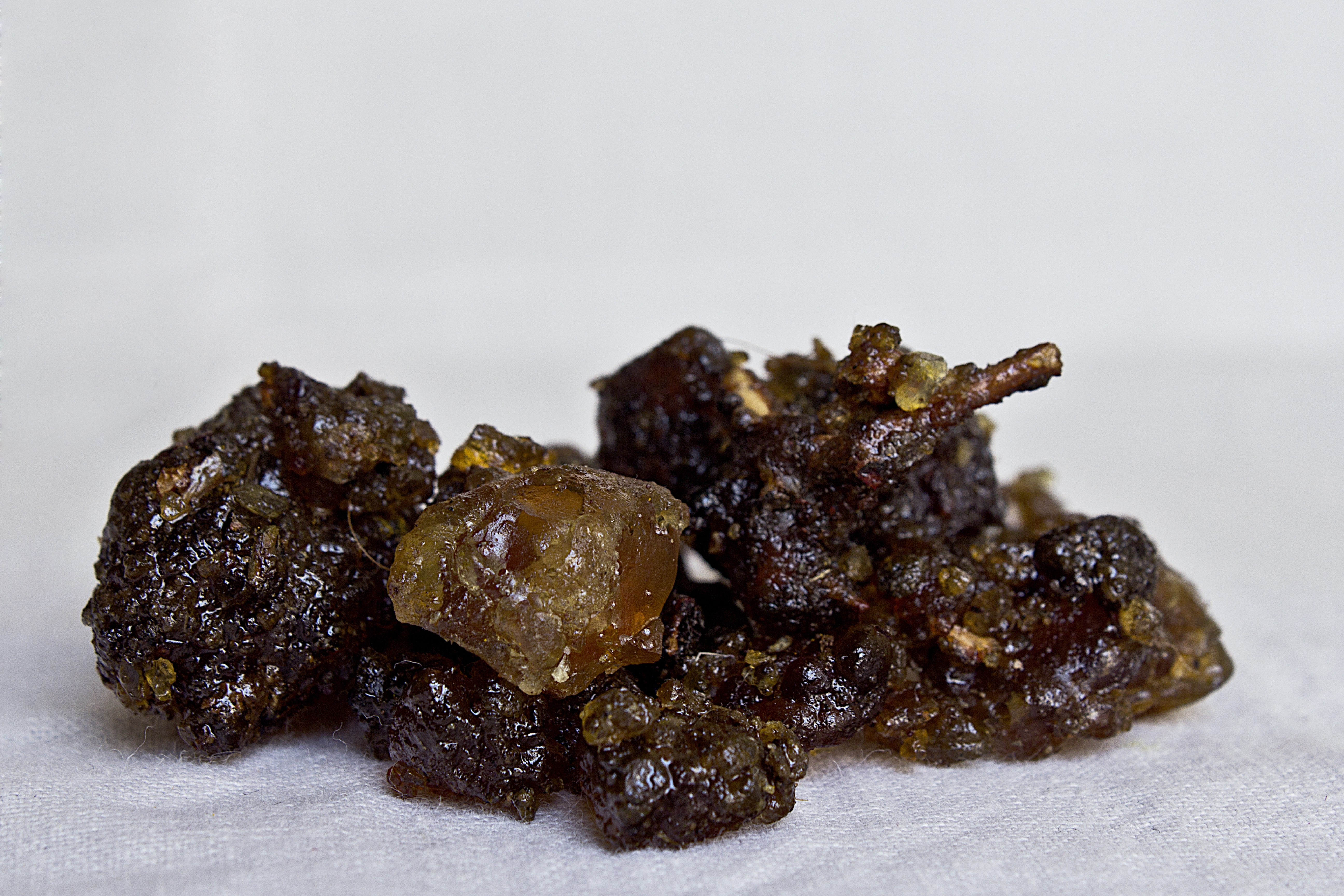
مقل ارزق

مُقل هندی Commiphora wightii گیاه دارویی که تراوشات آن رزینی مهم در طب سنتی آیورودیک است (Chakravarty 1975).

این گیاه با نام علمی C. mukul هم شناخته می‌شود. در انگلیسی indian bdellium و در بسیاری از زبان‌های رایج هندی گاگل guggul گویند. 

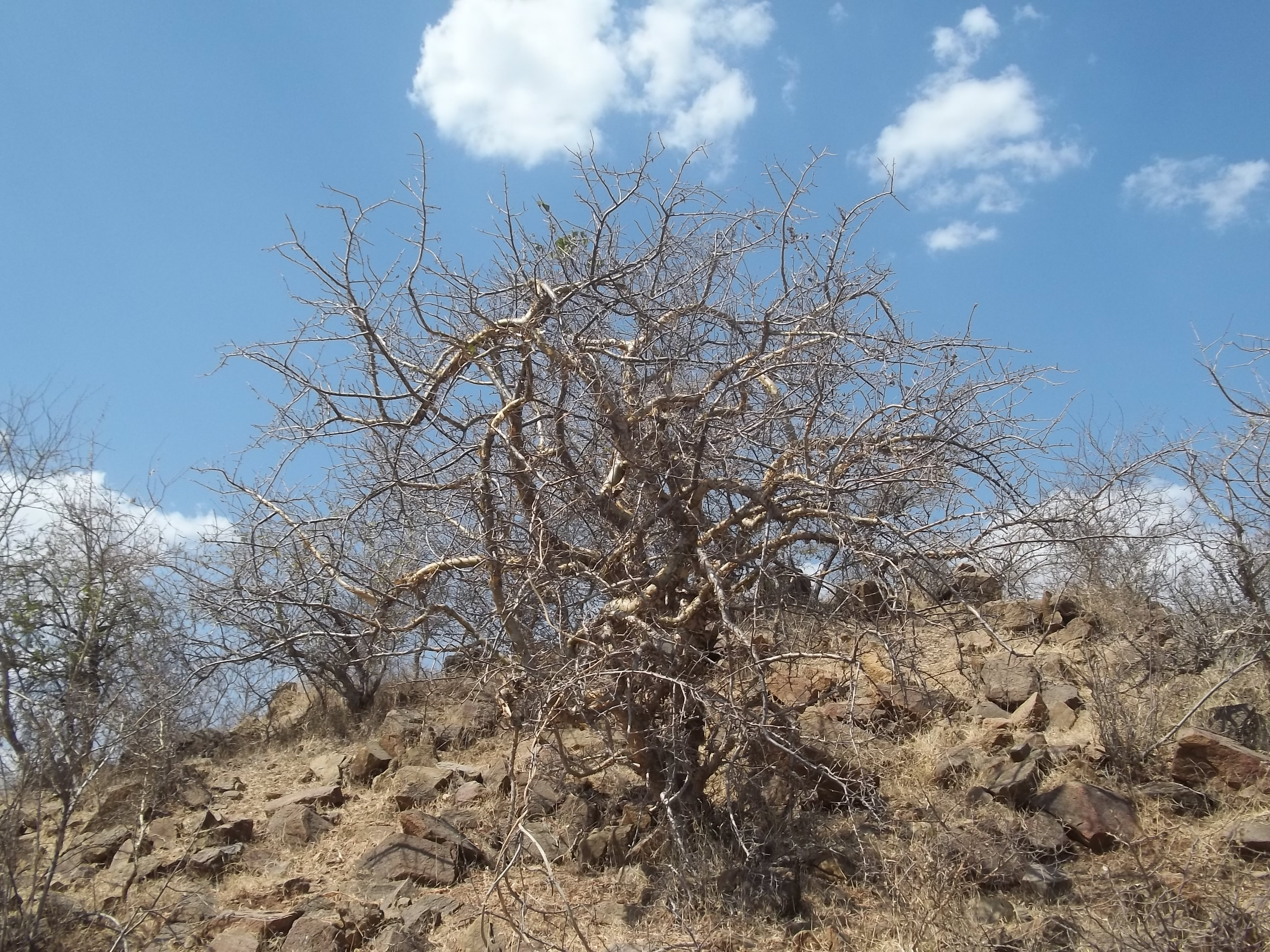

مقل در دوران بارداری سبب تحریک رحم و سقط جنین می‌گردد؛ لذا از مصرف آن باید خودداری کرد. Guggul at natural habitat.jpeg

## مورفولوژی
درختچه پر شاخه و کند رشد، با پوست نقره‌ای یا خاکستری تا خاکستری مایل یه قهوه ای؛ ریزش پوست در قطعات کوچک
درختچه با ارتفاع حداکثر ۲تا ۳متر با شاخ و برگ محکم پیچ خورده و معطر و پوست لایه لایه، خاردار
برگ‌ها سه برگچه ای، متناوب و بیضوی یا لوزی شکل با حاشیه‌های مضرس یا کنگره ای،
گلها قهوه‌ای تا صورتی متغیر، پلی گام و به صورت دسته ای.
میوه شفت بیضوی مایل به قرمز دارای دو هسته بزرگ سخت.

## پراکنش
پراکنش در شبهه قاره هند، پاکستان، همچنین در کشورهای شمال آفریقا، عربستان، زئیر، استرالیا، جزایر اقیانوس آرام حضور این جنس گزارش شده‌است.

## جمعیت
تعداد این درخت در مناطق محافظت شده بین ۱۴–۲ در هکتار است و در مناطق محافظت نشده بین ۸–۲ است

## تهدیدات جمعیت
- روش‌های مخرب صمغ‌گیری: صمغ‌گیری در روستاها بوسیله کارد، تبر و راه‌های محلی انجام می‌شود. برداشت بیشتر و درآمد سریعتر باعث می‌شود مردم برش‌های عمیق‌تر و فعال‌کننده‌های شیمیایی را برای این کار انتخاب کنند. گرچه مواد شیمیایی کمک می‌کنند صمغ بیشتر استحصال شود اما درخت صمغ‌گیری شده پس از مدتی خشک می‌شود.
- موریانه زدگی: به محض اندکی نرم و گوشتی شدن چوب درخت مستعد موریانه زدگی می‌شود. موریانه‌ها گیاه را از پایه می‌خورند و باعث افتادن و خشک شدن آن می‌شود.
- فرسایش خاک
- آسیب دیدگی بوسیله چوپان‌ها: غذای دام و باز کردن راه
- سوخت: کمبود سوخت باعث می‌شود مردم جهت تهیه سوخت از چوب درختان ترغیب شوند که چوب گوگال هم یکی از آنهاست

## تکثیر
تکثیر از طریق بذر بسیار بهتر از تکثیر بوسیله قلمه است چراکه دانهال‌ها سیستم ریشه قوی تر و عمیق‌تری نسبت به قلمه‌ها دارند (Yadav et al.1999). معمولاً درصد جوانه زنی پایین بذر با میزان بالای مرگ و میر دانهال‌ها همراه می‌شود و تکثیر جنسی آن را محدود می‌کند.
میوه دهی و عملکرد میوه روی درخت در شرایط طبیعی بسیار پایین است. تکثیر جنسی از طریق بذر در نزدیکی پایه والد در جنگل به ندرت دیده می‌شود(Reddy et al. 2012).
این گیاه با موفقیت از طریق قلمه‌هایی به طول ۲۵ سانتی‌متر و ضخامت ۱ سانتی‌متر تکثیر میشود(Kumar et al. 2002). پرکاربردترین اکسین مورد استفاده برای افزایش ریشه دهی قلمه‌ها و تکثیر موفقیت‌آمیز آن IBA است
قلمه‌ها معمولاً در انتهای تابستان زمانی که درخت برگی ندارد از درختان سالم و بدون بیماری گرفته و کشت می‌شوند.
از زمان شروع باران‌های موسمی، زمانی که رشد رویشی یا گل دهی شروع می‌شود گیاه از نظر فیزیولوژیک فعال است و قلمه‌های طی ۵۰ – ۲۵ روز علائمی از جوانه زنی را نشان می‌دهند. پس از تثبیت در بستر کشت گیاهان به کیسه‌های نایلونی منتقل و طی فصل بارانی در هفته دوم یا سوم ماه jun یا اوایل ماه جولای در زمین کشت می‌شوند. (Yadav et al. 1999)

## صمغ‌گیری
برداشت بیش از حد مجاز رزین می‌تواند برای درخت مخرب باشد چرا که موجب تضعیف درخت می‌شود و باعث می‌شود کربوهیدرات‌هایی که باید برای رشد و تداوم نسل گیاه مورد استفاده قرار گیرد به بیرون نشت کنند. درختان کوچک آسیب بیشتری از تیغ زنی می‌بینند تا درختان بزرگ، چرا که ذخیره کربوهیدراتی کمتری دارند. درختان بزرگ که میزان ذخیره کربوهیدراتی بیشتری دارند میزان رزین بیشتری هم دارند. در درختان نونهال رزین از فتوستنز آنی درخت بدست می‌آید و ذخیره کربوهیدراتی کافی ندارند. تیغ زنی در فصل زمستان انجام می‌شود و از هر درخت بین ۹۰۰–۷۰۰ گرم اولئو گام رزین بدست می‌آید.

## ترکیبات شیمیایی
در مقل ارزق علاوه بر صمغ و رزین در حدود ۴۵/۱ درصد اسانس وجود دارد. اسانس‌های روغنی رزین آن دارای میرسن، دی میرسن و پولی میرسن می‌باشد. ضمناً در صمغ آن مقداری از قندها و آلدوبیورونیک اسید یافت می‌شود.

## کاربرد
این گیاه کاربرد دارویی زیادی دارد و اعمال بیولوژیک جالبی از جمله اثرات ضد التهاب، آنتی باکتریال، ضد میکروبی، آنتی‌اکسیدان، ضد آرتروز، ضد سرطان، ضد زخم معده، ضد کلسترول و ضد چربی، ضد هپاتیت، آرامش بخش عضلات، ضد مالاریا، ضد مایکو باکتری و ضد حشره به نمایش می‌گذارد.

## خواص
مزاج مقل طبق نظر حکمای طب سنتی خیلی گرم و خشک است. در هند از صمغ رزینی آن به عنوان قابض، ضدعفونی‌کننده، داروی سینه‌ای و برای افزایش نیروی جنسی، غنی کردن خون، بادشکن و قاعده‌آور استفاده می‌شود. ضمناً در موارد مارگزیدگی وعقرب گزیدگی نیز کاربرد شفابخشی دارد.
از نظر خواص دارویی طبق نظر حکمای طب سنتی ایرانی برای تنقیه اخلاط لزج سینه و تسکین سرفه‌های رطوبی، کزاز، تنگی نفس، ضعف کبد، تحلیل بادهای بواسیر و خون منعقد در اعضا داخل شکم، سختی زایمان، نقرس و درد پهلو مفید است. مدر است و قاعده‌آور و برای ازدیاد ترشح شیر و خرد کردن سنگ کلیه و تسهیل در اخراج بلغم نافع است
مضرات مقل: در دوران حاملگی و شیردهی نباید مصرف شود

## واژه‌نامه
1. ↑  Myrcene
2. ↑  Dimyecene
3. ↑  Polymyrcene
4. ↑  Aldobiouronic acid